# Enrico Mattei - L'uomo che guardava al futuro
Enrico Mattei - L'uomo che guardava al futuro è una miniserie televisiva italiana, andata in onda in prime time su Rai 1 il 3 maggio e il 4 maggio 2009.

## Trama
Il film comincia con uno sguardo alle ultime ore di vita dell'ingegnere, fondatore dell'Eni, Enrico Mattei. La mattina del 27 ottobre 1962, Enrico Mattei, dopo la sua visita a Gagliano Castelferrato dove tiene il suo ultimo discorso, prende un aereo che lo condurrà da Catania a Milano, intanto il giornalista William McHale che intende intervistarlo, sale a bordo con lui, insieme al pilota Irnerio Bertuzzi e all'ingegner Mattei. Inizia così un lungo flashback che riporta Mattei al 1936, a Milano, quando iniziava la sua attività lavorativa, passando poi al momento in cui fa la conoscenza di sua moglie Greta e la sposa, ai difficili momenti in cui tenta di riportare, dopo la Guerra, l'Agip alla vetta, mettendosi contro tutti. Ma ben presto tutti quei sogni finiscono per infrangersi, quando, terminata l'intervista, l'aereo precipita a Bascapè la sera del 27 ottobre 1962, precipitando in aperta campagna. A ricevere per primo la notizia della scomparsa del suo caro amico sarà Marcello Boldrini che, col semplice sguardo, lo comunicherà inaspettatamente a sua moglie Greta che sperava di rivedere il marito nonostante sapesse i pericoli a cui andava incontro.
La morte di Mattei verrà archiviata come puro incidente. Solo 32 anni dopo l'accaduto, nel 1994, la Procura di Pavia riaprirà l'inchiesta e la richiuderà nel 2005 accertando la presenza di esplosivi sui resti dell'aereo e dell'orologio di Mattei e archiviandola quindi con omicidio colposo, tuttora senza colpevoli.

## Ascolti
| Puntata | Prima TV      | Rete    | Spettatori | Share  |
| ------- | ------------- | ------- | ---------- | ------ |
| 1       | 3 maggio 2009 | Rai Uno | 6 205 000  | 24,37% |
| 2       | 4 maggio 2009 | Rai Uno | 6 709 000  | 26,64% |